# Бранч-авеню
Бранч-авеню (англ. Branch Avenue) — конечная открытая наземная станция Вашингтонгского метро на Зелёной линии. Она представлена одной островной платформой. Станция обслуживается Washington Metropolitan Area Transit Authority. Расположена в невключённой территории Сьютленд на пересечении Сильвер-Хилл-роуд и Сьютленд-Паркуэй.
Станция была открыта 13 января 2001 года.
Поблизости к станции расположена авиабаза Эндрюс. Станция обеспечивает непосредственный доступ к системе метрополитена для Натионал-Харбор благодаря автобусному маршруту WMATA Metrobus NH1.
Открытие станции было совмещено с открытием ж/д линии длиной 10,5 км и ещё 4 станций: Конгресс-Хайтс, Сатен-авеню, Нэйлор-роуд и Сьютленд.

## Режим работы
Открытие — 4:50
Отправление первого поезда в направлении:
- ст. Гринбелт — 5:00

Отправление последнего поезда в направлении:
- ст. Гринбелт — 23:24